# Steve Andrascik
Steven George Andrascik (Sherridon, 6 novembre 1948 – Delmar, 11 maggio 2024) è stato un hockeista su ghiaccio canadese.

## Carriera
A livello giovanile Andrascik giocò per due stagioni nella WCHL con i Flin Flon Bombers, ottenendo 146 punti in 143 partite disputate. A metà della sua esperienza fu scelto dai Detroit Red Wings in undicesima posizione assoluta in occasione dell'NHL Amateur Draft 1968.
Nella stagione 1968-1969 debuttò da professionista nell'organizzazione dei Red Wings in Central Hockey League. Un anno più tardi, nel novembre del 1970, fu ceduto ai New York Rangers in cambio di Don Luce. Nelle stagioni successive giocò soprattutto nei farm team dei Rangers in CHL, conquistando un titolo con gli Omaha Knights e in AHL con i Providence Reds. Nella primavera del 1972 Andrascik esordì in National Hockey League giocando una partita contro i Chicago Blackhawks.
Nella stagione 1973-74 militò in AHL con gli Hershey Bears, farm team dei Pittsburgh Penguins capace di vincere la Calder Cup. Nelle due stagioni successive si trasferì nella lega rivale della NHL, la World Hockey Association, vestendo le maglie di tre diverse formazioni: Indianapolis Racers, Baltimore Blades e Cincinnati Stingers. Si ritirò dall'attività agonistica nel 1978 dopo aver trascorso altri due anni in AHL ad Hershey.

## Palmarès

### Club
- Adams Cup: 1

Omaha: 1970-1971
- Calder Cup: 1

Hershey: 1973-1974